# Голкоротоподібні
Голкоротоподібні або  стомієподібні (Stomiiformes) — ряд променеперих риб. У голкоротоподібних риб добре розвинені органи і залози світіння на тілі й голові.

## Опис
Це широко розповсюджені морські глибоководні риби середніх шарів океану з великими очима, сріблястим або чорним забарвленням тіла. У всіх видів є жировий плавець, у хижих форм рот великий, засаджений численними гострими зубами. Голкоротоподібні — дрібні або невеликі риби, довжиною від 3-4 до 30-36 см, але завдяки своїй високій чисельності вони грають дуже важливу роль в житті океану. Деякі види місцями утворюють величезні зграї, які створюють завісу, що розсіює звук (так зване «помилкове дно»), утруднюють ехолокацію глибоководних об'єктів і справжнього дна.

## Класифікація
Класифікація ряду є досить заплутаною. Stomiiformes розглядаються як близькі родичі авлопоподібних (Aulopiformes). У різних дослідників виділяється від 4 до 9 родин. Найбільш розповсюдженою класифікацією є наступна:
- Підряд Gonostomatoidei
  - Родина Gonostomatidae
  - Родина Сокиркові (Sternoptychidae)
- Підряд Phosichthyoidei
  - Родина Phosichthyidae
  - Родина Голкоротові, стомієві (Stomiidae)